# Santarcangelo di Romagna
Santarcangelo di Romagna là một đô thị ở tỉnh Rimini, vùng Emilia-Romagna, Italia. Dân số năm 200 7 ước khoảng 21.132 người.
Tại đây có lễ hội quốc tế Santarcangelo dei Teatri.